# Poor Boy (canción de Elvis Presley)
«Poor Boy» (en español: Pobre chico) es una canción de Elvis Presley. La canción fue escrita por Elvis Presley con música compuesta por Vera Matson. Ésta apareció en la película Love Me Tender de 20th Century Fox y fue lanzada como un EP de RCA Victor en 1956. 

## Antecedentes
"Poor Boy" se grabó el 24 de agosto de 1956. La canción fue postulada para formar parte de la mencionada  película de 1956 Love Me Tender, la primera película protagonizada por Elvis,  lanzada por 20th Century Fox. Esta melodía fue lanzada al mercado en formato de un EP de RCA Victor de la película, EPA-4006, que también incluía la canción principal y futuro clásico en el repertorio de Elvis, "Love me tender,",  "We're Gonna Move" y "Let Me".

### Banda sonora
Poor boy alcanzó el puesto # 35 en la lista de sencillos pop de Billboard de EE. UU. en diciembre de 1956, en una lista de 11 semanas.
En lugar de una banda sonora completa de larga duración, para Love Me Tender, las cuatro canciones que aparecen en la película se lanzaron como un disco de reproducción extendida de siete pulgadas y 45 RPM en RCA Records, Love Me Tender, catálogo EPA 4006, durante noviembre de 1956. 
El EP fue certificado Platino por la RIAA y alcanzó el puesto # 10 en la lista de EP de Billboard y el # 22 en la lista de álbumes Billboard 200. 
Las cuatro canciones de la banda sonora del EP se grabaron en el Stage One de 20th Century Fox en Hollywood, en tres sesiones el 24 de agosto, 4 de septiembre y 1 de octubre de 1956. 

## Personal
- Elvis Presley - voz
- Vito Mumolo - guitarra acústica solista
- Luther Rountree - guitarra acústica rítmica
- Dom Frontieri – acordeón
- Mike "Myer" Rubin - contrabajo
- Richard Cornell - batería
- Rad Robinson - coros
- Jon Dodson - coros
- Charles Prescott - coros [1]

Los músicos con los que Elvis había comenzado a tocar y que formaban parte de su banda como Scotty Moore, Bill Black y D. J. Fontana no pudiero grabar con Elvis, debido a que el productor Hal Wallis estableció que no quería una banda de hillbillies en el estudio, por lo cual Elvis se vio obligado a trabajar con los músicos que le establecieron provisoriamente.

## Lírica
En la letra escrita por Elvis, este refleja ante su interés amoroso,a través de sus versos "They call me poor boy, but I ain't lonesome and I ain't blue. 'Cause I could never be a poor boy, as long as I've got a dolly like you" que aunque los demás le llaman "chico pobre" y no puede comprar muchas de las cosas que desea o incluso pagar la renta, él no está solo ni se siente triste ya que nunca podría ser un pobre chico  mientras tenga a una muñeca como ella, dándole a saber que el estar junto a ella representa un valor superior al de la riqueza monetaria.